# Pravoslavlje i homoseksualnost
Pravoslavlje i homoseksualnost je oblik gledanja na istopolne osobe i njihove odnose unutar društva, zasnovano na navodima iz Jevanđelja ili Biblije kao tradicionalnih učenja, koje vide homoseksualnost kao greh. Kod skoro svih pravoslavnih vernika, brak muškarca i žene je norma, a bračna zajednica bi trebalo da donese potomstvo, što je slično viđenju Rimokatoličke crkve, kao i u određenim protestantskim denominacijama i (ortodoksnom) judaizmu.

## Hrišćanski pogled na homoseksualnost
Za mnoge pravoslavne crkve pitanje o odnosu prema LGBT osobama jedno je od najdiskutabilnijih. U kontekstu zemalja sa dominantnim pravoslavljem, odgovor na ovo pitanje je, po svemu sudeći, nedvosmislen: raspoloženje stanovništva je tradicionalno, i mnogi se trude da za taj svoj stav opravdanja nađu upravo u religijskim spisima. A taj pravoslavni pogled, možda najbolje opisuju ove reči Episkopa Aleksandra Mileanta u njegovom autorskom tekstu:
Izabrati nekog iz istovetnog pola za svoje seksualne želje, jednako je anulirati bogati simbolizam i značenje, a ni da spominjemo ciljeve, Tvorčevog stvaranja polova. Homoseksualna delatnost nije komplementarna zajednica, sposobna da prenese život; i na taj način sprečava život, koji se ogleda u davanju sebe, za koji Jevanđelje govori da je suština Hrišćanskog življenja. Ovo ne znači da homoseksualne osobe nisu često plemenite i da ne daju sebe; ali kada oni učestvuju u  homoseksualnom ponašanju, oni potvrđuju u sebi poremećeno seksualno naginjanje, koje je u suštini samo-popustljiv.
Crkva, poslušna Gospodu, Koji ju je osnovao i dao joj svetotajinski život, veliča božanski plan zajednice ljubavi i davanja, čoveka i žene u Tajni Braka. Samo u bračnom odnosu upotreba seksualnog dara, može biti moralno dobra. Osoba uključena u homoseksualno ponašanje se zbog toga ponaša razvratno.

## Spremnost za  (ne)prilagođavanje
Pitanje granice do koje je Pravoslavna crkva spremna da se prilagođava, odnosno menja svoju tradiciju i učenje je osetljivo. U brojnim debatama, unutar Pravoslavne crkve, oko homoseksualnosti i konzervativna i liberalna struja, pa i ona umerena, koristile su istu metaforu — tumačeći je drugačije. 

Jedan od razloga što Crkva nije spremna na kompromis je taj što su crkveni dostojnici zapravo u neprestanom strahu da ako Crkva popusti, da će doći do gubitka duhovnosti, jer, po mišljenju Arhimandrita Rafaela Karalina duhovnika Gruzijske crkve...
...svet, ako bude živeo u razvratu, gradnja crkava više neće biti strašna za zle sile, a crkve će stajati poput nadgrobnih spomenika prošle, već izgubljene duhovnosti...a time će se i vera srušiti poput ...kule od karata na kojoj počiva, pa će se, na jednoj stvari, kao što je to pričešće drugovenčanih ili otvorenije prihvatanje homoseksualnih parova, ako se povinuje zahtevima ljudi a ne navede ljude da poštuju njeno učenje, ta jedna stvar biti baš kao ona karta koje, ako je izvučeš, celu kulu dovodi u opasnost.

Drugi opet smatraju da ako se Crkva ne otvori više ka svetu, ako se okameni ne slušajući vernike, kako što je npr. kazao i papa Franja koji je umeren u svojim izjavama,
...čak i moralna građevina crkve srušiće se kao kula od karata.
Iako je pravoslavna crkva protiv istopolnih odnosa, u Rusiji je moguće susresti se i sa sveštenicima koji se protive homofobiji i nasilju prema LGBT osoba — smatrajući da su ksenofobija, homofobne izjave i sve vrste fobija svojstvene za nehrišćanina sa nedostatkom hrišćanske ljubavi i hrišćanske vere u sebi, ali ne i za iskrene pravoslavce hrišćane pune ljubavi prema bližnjima, pa bili oni i drugojačijeg seksualnog opredeljenja.

Jedan od razloga što Crkva nije spremna na prilagođavanje je i strah od gubitak duhovnosti, i zato smatra...
da svet, ako bude živeo u razvratu, gradnja crkava više neće biti strašna za zle sile, a crkve će stajati poput nadgrobnih spomenika prošle, već izgubljene duhovnosti.

## Stav pojedinih crkava

### Ruska pravoslavna crkva
Ruska pravoslavna crkva je prva, za sada i jedina, pravoslavna crkva koja je jasno izrazila svoj stav prema civilnom društvu, ljudskim pravima, braku, bioetici... U dokumentu izdatom 2000. godine govori se i o homoseksualnosti, koja se opisuje kao 
izopačeno ispoljavanje seksualnosti" i "oštećenje ljudske prirode" koje je moguće prevazići duhovnim naporom. Crkva se odnosi sa pastirskom odgovornošću prema ljudima sa takvim sklonostima, ali se oštro protivi predstavljanju greha kao norme i time bilo kakvom propagiranju homoseksualnog načina života.
 Ipak, u Dokumentu iz 2008, koji inače ima pomirljiviji ton prema „spoljnjem svetu", Ruska pravoslavna crkva homoseksualnost i ne pominje.   

Ruski patrijarh Kiril je 2009. godine izjavio: 
Da Crkva priznaje svaki ljudski izbor, uključujući i onaj na polju seksualne orijentacije, kao i da je to privatna stvar svakog pojedinca. Istom prilikom je dodao da religijske tradicije homoseksualnost vide kao greh, što ne znači da ljudi različitog seksualnog opredeljenja smeju da budu diskriminisani na bilo koji način.
 Međutim 2017. godine Ruska pravoslavna crkva je više nego srdačno pozdravila zakon o zabrani homoseksualne propagande, a patrijarh je legalizaciju istopolnih brakova u zapadnim zemljama okarakterisao kao znak apokalipse.

### Srpska pravoslavna crkva
Srpska pravoslavna crkva je među ostalim pravoslavnim crkvama u grupi nepomirljivijih. Osim saopštenja SPC koje se tiče novca i poreza, uobičajena sinodska saopštenja povodom održanih i neodržanih parada ponosa, kao i umerenije izjave sveštenstva, kojom pozivaju na „ljubav prema grešniku i na osuđivanje greha",  i da se ne čini nasilje, na homoseksualnost gledaju kao bolest i moralnu devijaciju. 
Izjave Srpske pravoslavne crkve su tokom druge decenije 21. veka bile različite. Pa je tako npr. Vladika Grigorije nazvao učesnike Parade ponosa „braćom i sestrama,” a mitropolit Amfilohije je bio grub u svojim opisima nazivajući homoseksualnost „smradom koji se širi Beogradom”.
Protojerej-stavrofor Vasilije Tomić, penzionisani sveštenik iz Kanade, je u tekstu objavljenom u Pravoslavlju 2019. godine napisao da mu je otužno sećanje na homoseksualna previranja i ostvarenja njihovih "prava", do sadašnjeg njihovog nasilnog guranja u svaku moguću životnu situaciju, priliku i nepriliku, do te mere da će normalni ljudi uskoro morati da se pravdaju što su normalni, što pokušavaju da slede Božiji zakon i volju.
Sveštenik SPC u Norveškoj u Sarpsborgu, Goran Spasojević, je za novine Pravoslavlje 2020. godine, izneo svoj stav o gej paradama: 
Dovoljno je samo jednom zateći se sasvim slučajno na mestu gde prolaze te parade sodomita, da svaki normalan čovek realno oseti prisustvo demona i shvati da oni, demoni, i te kako postoje i iz podnebesja, gde su smešteni, vrebaju svaku priliku ne bi li naudili kome...
Vladeta Jerotić je za iste novine, 2011. godine, na temu homoseksualnosti izneo drugačiji stav: 
...jesu li oni grešnici ili bolesnici? Nisu ni jedno, ni drugo. Sve civilizacije, od Sumera do naše, imale su homoseksualce. 
Sveštenik iz Čikaga, Miloš Vesin je u svom pismu Svetom Arhijerejskom Sinodu SPC, 2019. godine, protiv vladike zapadnoameričkog SPC Maksima Vasiljevića, između ostaloga napisao da je on u februaru 2017. za predavača na simposionu Svetog Mardarija i Sevastijana, doveo grčkog sveštenika, psihologa iz Atine, Vasileosa Termosa, koji je tvrdio da je homoseksualnost neminovnost i nešto najnormalnije, i da ne treba vršiti nikakve pokušaje da se homoseksualci promene, već da ih treba u potpunosti prihvatiti takve kakvi jesu u puno liturgijsko opštenje.
Ostale pravoslavne crkve
Što se tiče ostalih pravoslavnih crkava, od Finske preko Rumunije, do Grčke, stavovi su različiti, tačnije manje ili više (ne)pomirljivi.